# Coulibiac

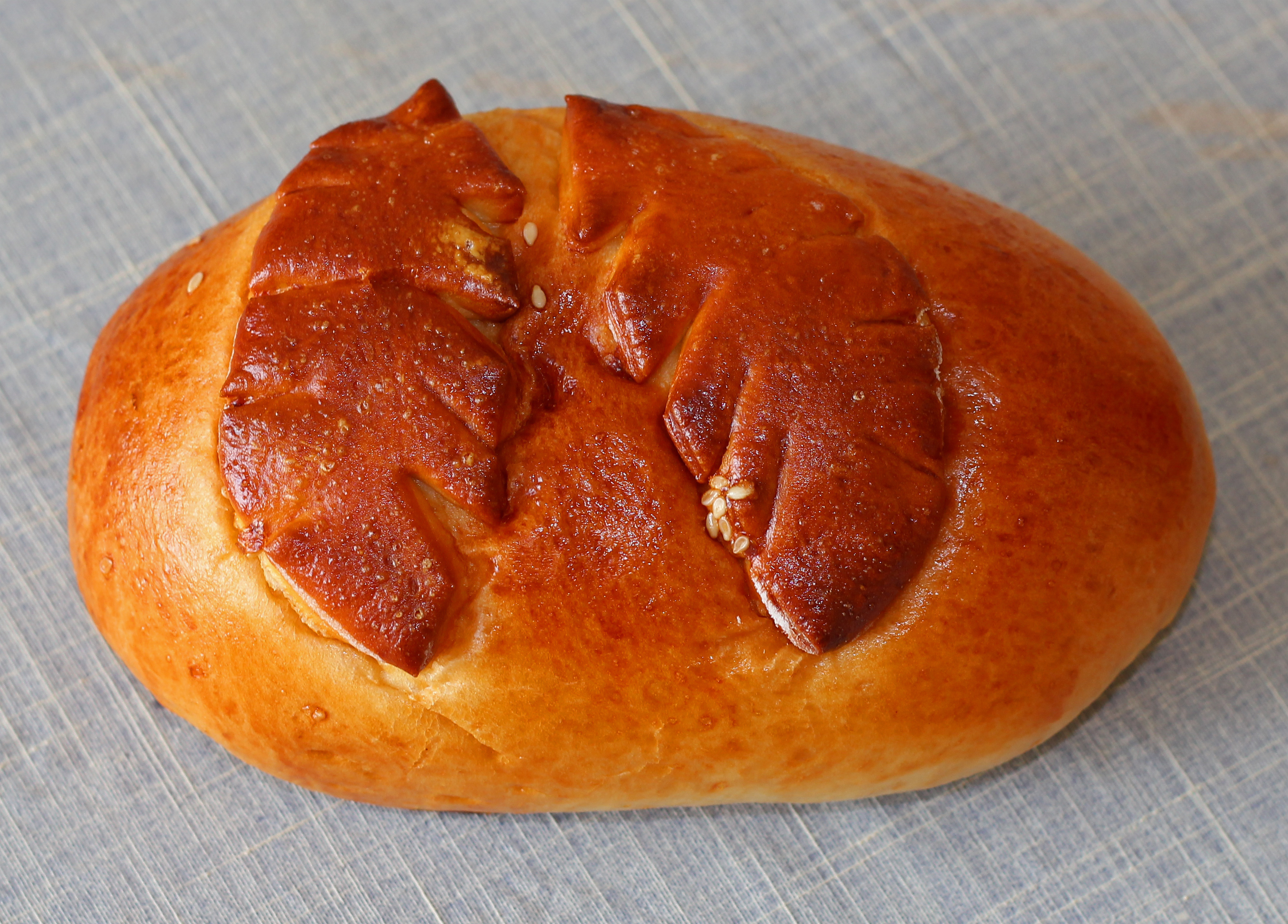
Coulibiac

Um coulibiac (em russo:  кулебя́ка, kulebyáka) é um prato de origem russa. Consiste em uma torta feita de massa de pão ou de massa folhada, geralmente preenchido com salmão ou outro peixe, arroz, ovos cozidos, cebola, cogumelos ou outros legumes. Este prato pode ser feito numa versão vegetariana, sem o peixe.
O prato era tão popular na Rússia no início do século 20 que Auguste Escoffier, o famoso chef francês, levou-o para a França e incluiu receitas dele em sua obra-prima O Guia Completo para a Arte da Moderna Culinária.
Um clássico grand coulibiac apresenta vários recheios. Muitas vezes uma mistura de alguns tipos de peixe branco, arroz para as camadas superiores e inferiores com filetes de esturjão ou salmão entre elas. O mais inusitado dos ingredientes, que é comumente incluído na versão grand do prato, é a medula espinhal do esturjão.
Coulibiac também pode ser feito de forma mais simples: recheios vegetarianos, como repolho ou batatas.

## Media
Na primeira temporada de MasterChef Profissionais (2016), no Brasil, o coulibiac teve de ser preparado no antepenúltimo episódio. Quem fizesse o melhor prato iria competir na final do reality show.